# Višnu

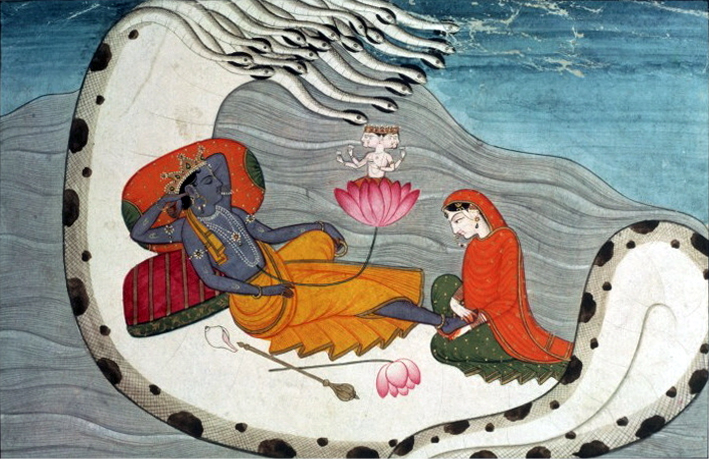
Višnu (vlevo) a Lakšmí

Višnu (Dévanágarí: विष्णु viṣṇu) je (spolu s bohem Šivou) nejprominentnější z hinduistických bohů, má mnoho přívrženců (tzv. vaišnavové či višnuisté), kteří ho považují za nejvyššího a jediného skutečného Boha. Jako většina hinduistických bohů má i Višnu mnoho jiných jmen. Existuje několik verzí jejich oslavných seznamů zvaných Višnu Sahasranáma, dosl. '1000 jmen Višnua'. Mezi nejčastější z nich patří Nárájana (V sanskrtu नारायण nārāyaṇa). Vztahují se k němu i jména jeho avatárů (nepřesně inkarnací).

## Vzhled
Zobrazován bývá s do modra zbarvenou či tmavou pletí ('šjáma') a se čtyřmi pažemi (चतुर्भुज caturbhuja, čaturbhudža), v nichž drží:
1. ulitu (पाञ्चजन्य pāñcajanya, Pánčadžanja), z níž tryská pět živlů,
2. disk (सुदर्शनचक्र sudarśanacakra, Sudaršana), který seká hlavy všech démonů,
3. lotos (पद्म padma) představující čistotu a pravdu,
4. kyj (गदा gadā) představující základní sílu, z níž jsou všechny ostatní síly odvozeny.

Tyto předměty však mají ještě mnohé další významy.

## Kult
V dobách védského náboženství to byl (podle některých moderních, nikoliv tradičních názorů) málo významný sluneční bůh, zatímco v puránách je jedním z nejvyšších bohů. Jeho příznivci považují Višnua za Nejvyššího - Boha, který stvořil svět, vše řídí a vládne nejvyšší mocí. Není však možné určit přesný počet Višnuových příznivců, protože fakt, že uctívají tohoto boha, nemusí nutně znamenat, že ho považují za Nejvyššího. Podle stránky www.adherents.com počtem přesahují příznivce Šivy a ostatních védských tradic. Geografické rozšíření také není možné přesně určit, protože višnuistické chrámy se nacházejí po celé Indii (a i mimo ni). Zvláště velký počet jich je v jižní Indii.
V Rgvédě Višnu překročil všechny tři světy, aby je vytrhl z moci démona Baliho. "Všichni dévové neustále vzhlížejí k jeho svrchovanému sídlu." Zajímavé je, že již (i podle moderních indologů) starý text Aitaréjabráhmana začíná poznámkou, že Agni je nejnižším a Višnu nejvyšším z dévů. Taittiríja-áranjaka z Kršna-Jadžurvédy chválí Nárájanu (Višnua) jako samotné Brahman ve strhující metafyzické básni. Na tento text se dovolávali stoupenci filosofické školy vaikhánasa.
Mahábhárata popisuje, kterak mudrc Nárada v místě zvaném Badarikášrama v Himálaji potkal světce vypadající jako nadlidé (Naru a Nárájanu). Ti Náradu zasvětili do tajemství severní země Švétadvípy, Bílého ostrova. Tam Nárada doletěl s mezizastávkou na hoře Méru. Zde se seznámil s nebeskými obyvateli a lidskými uctívači Višnua Nárájany jako svrchované osoby (uttamapuruši). Nárada přinesl tuto nauku uctívání Vásudévy-Nárájany do tehdejší Indie. Dle tradice se předání nauky zúčastnili u obřadu ašvamédha také mudrcové Kapila, první indický fyzik a tvůrce nauky o tattvách, sánkhji, a Tittiri, autor Taittiríja-jadžurvédy. To prý vysvětluje dva proudy Nárájaníja-sampradáji v Indii: Vaikhánasa spojený s védským rituálem, a Paňčarátra, nejstarší tantrický a jógový systém. Paňčarátra ágamy jsou obsáhlá kosmologická díla (Ahirbudhnjasanhitá, Puškarágama, Padmágama, Lakšmítantra, Sanatkumárasanhitá, Agastjasanhitá a desítky dalších knih) rozdělená na části rituální, teoretické, kultovní a jógické.
Teorie paňčarátrového višnuismu zahrnuje nauku o vjúhách, emanacích Vásudévy-Nárájany až po prahmotu (pradhána).
Višnuistické směry předkládají úžasnou praxi bhaktijógy (Bhagavadgítá, Višnupurána, Bhagavatapurána Náradíjabhaktisútra, Šándiljabhaktisútra atd.), o třech[ujasnit] aspektech:
- Višnu a láska k jeho avatárům (zjevením) jako spásonosný vzor pro život
- Višnu jako nezanikající blaženost Parabrahman, který je sat-čit-ánanda (bytí, vědomí a blaženost).

Bhakti je tedy hlubší idea, než by se na první pohled zdálo z představy věčně hledící duše na obraz Pána v nebi (paramamúrti).
Bhakti svrchovaného uskutečnění je dle R. Nového nerozpustitelné sebeuvědomování se v realizaci Brahman jako neosobní a zároveň osobní a milostivé lásky a blaženosti.
Taková nadzkušenost či samádhi prý vyrovnává princip poznání védánty, samádhijógy Pataňdžaliho a šúnjaty (prázdnoty) mahájány.
V dobách silného rozšíření buddhismu je Višnu uctíván jako ochránce Buddhy a Buddhů a v Kálačakra tantře je ničitelem barbarů, tak jako ve višnuismu.
Paňčarátra naukou o dvanácti hlavních a dvanácti vedlejších emanacích Vásudévy zřejmě ovlivnila nauku vadžrajány o emanacích mandal Buddhů a bódhisattvů z Buddhy Vairóčany. Višnu a prvotní Buddha byli leckdy ztotožňováni, což je dodnes patrné v Nepálu (např. Muktináth).
Nauka o emanacích Višnua (Ahirbudhnjasanhitá, Padmatantra) uvádí, jak Vásudéva paramátman vyzářil bohyni míru a lásky Šántidéví s bílou září, dále Sankaršana-Šivu a červenou, štěstí dávající Šrí, Pradjumnu a žlutou moudrost Sarasvatí, Purušóttamu a černou Rati, neproniknutelnou prapřírodu (mahat-tattvu).
Emanace Višnua dále vyzářily tyto hlavní aspekty:
Vásudéva: Kéšavu, Nárájanu a Mádhavu
Sankaršana: Góvindu, Višnua a Madhusúdanu
Pradjumna: Trivikramu, Vámanu a Šrídharu
Aniruddha: Hršíkéšu, Padmanábhu a Dámódaru
Těmto emanacím se říká dvanáct nesmrtelných sluncí dvanácti měsíců roku. Jsou vyššími principy dvanácti Áditjů, kteří se střídají v pozici boha slunce během roku.
Padmaágama I,2 rozvádí toto učení o emanacích Nárájany-Vásudévy do učení o zrcadlení (vjúha) aspektů Mahávišnua ve světech máji. Tyto emanace se účastní Boží hry (lílá).
Vjúha Vásudéva emanuje jiného Vásudévu, z něhož pochází Purušóttama a z něho Džanárdana.
Vjúha Sankaršana emanuje jiného Sankaršanu, z něhož pochází Adhókšadža a Upéndra.
Vjúha Aniruddha emanuje jiného Aniruddhu, z něhož pochází Ačjuta.
Celkem je to 24 emanací Vásudévy-paramátman jako Višnua.
Systém paňčarátrové kosmologie je obdobně náročný jako nauka Šiva-ágamy a vyžaduje hluboké studium rozdílů nauk emanací Višnua v písmech a tradicích.

## Avatáry
Purány uvádějí deset nejslavnějších avatárů Višnua (devět se již v této kalpě zjevilo a desátý má teprve přijít). V každé z těchto inkarnací Višnu nějakým způsobem zachraňuje svět, jak popisuje Bhagavadgíta 4.7-9.

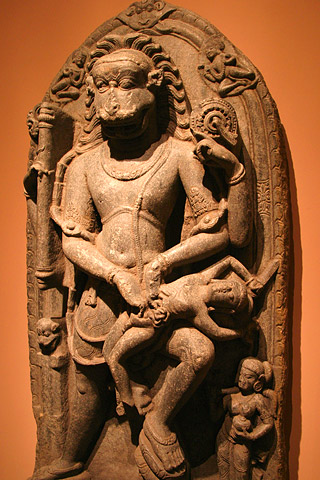
Višnu jako Narasinha zabíjí démona Hiranjakašipua

1. Nejdříve se Višnu zjevil jako ryba (matsja). Podle Véd je svět periodicky ničen a tvořen. Na začátku tohoto světa zůstaly Védy potopené hluboko v prvotním oceánu a bylo nutné je vyzvednout, aby vůbec Brahma mohl tvořit svět. Višnu se tedy zjevil jako ryba a vynesl je na povrch.
2. Poté se zjevil jako želva (kúrma) a vzal na svůj krunýř nově vzniklou zemi, aby jí zajistil stabilitu.
3. Třetí avatár byl kanec (varáha) a v této podobě Višnu vyzdvihl zemi v té době svrženou do prvotního oceánu démonem Hiranjákšou.
4. Pak se zjevil jako Narasinha (též Narasimha - půl-člověk, půl-lev). Démon Hiranjakašipu uctíval boha Brahmu a ten mu za to dal požehnání, že ho nezabije zvíře ani člověk, že nezemře ve dne, ani v noci, ani na zemi, ani v nebi, ani ohněm, ani vodou, ani žádnou zbraní atd. . Ovšem Hiranjakašipu se začal chovat jako tyranský vládce, báli se ho i sami bohové a bylo třeba ho zabít. Proto Višnu přijal podobu Narasinhy a při západu slunce chytl démona, položil si ho na klín a roztrhal ho, aniž by porušil některé z požehnání, které mu Pán Brahma.
5. Další Višnuova inkarnace byl trpaslík (vámana). Potomek Hiranjakašipua, král Bali, uctíval boha Indru a získal tak vládu nad třemi světy (bhúr - podzemní planety, bhuvar - zemské planety, svar - nebeské oblasti), což doslova „vyřadilo ze hry“ ostatní bohy. Višnu se tedy zrodil jako trpaslík a řekl Balimu, že by od něho chtěl tolik země, kolik překročí třemi kroky. Bali byl potěšen, že vidí svatého muže a klidně souhlasil. Prvním krokem Višnu překročil nebesa a druhým zemské planety. Protože mu byl ale Bali velmi milý a jeho děd Prahláda byl velmi ctnostný a oddaný Narasinhovi, tak třetí krok vložil na Baliho hlavu, kterou mu Bali nabídl na znamení odevzdání se. Vámana mu poté ponechal vládu na Patálou, podzemím.
6. Šestá inkarnace bývá nazývána Ráma se sekerou (Parašuráma). V této inkarnaci Višnu působil coby bráhman, který sprovodil ze světa vládu zkorumpovaných kšatrijů.
7. Sedmá inkarnace je jedna z nejslavnějších - je to Ráma, hrdina eposu Rámájana. Ráma byl král, kterému démon Rávana unesl jeho ženu Sítu, takže se vydal za ním a nakonec ji získal zpět a zlého démona zabil. Ráma jako ideální vládce představuje souhrn ctností.
8. Nejslavnější vůbec je osmá inkarnace, kdy se Višnu zjevill jako Krišna. Krišna se zjevil mimo jiné, aby porazil zlého krále Kansu (též Kamsa), který sužoval zemi. Jako malý kradl různé lahůdky a často si z lidí dělal legraci. Později se oženil se 16 108 princeznami a s každou měl deset synů. Jeho nejdůvěrnější partnerkou (šakti) však byla Rádhá ve Vrndávaně.
9. Devátá inkarnace představuje podle moderních názorů synkretické tendence hinduismu, který se snažil začlenit do svého schématu i jasně „heretické“ náboženství - je jí Buddha. Původně teistická mahájána však např. v Nepálu bez problémů koexistuje s višnuismem a šivaismem (např. společné uctívání Višnua-Avalókitéšvary jako Muktinátha na stejnojmenném poutním místě). Podle ortodoxního hinduismu se Višnu zrodil jako Buddha, aby zmátl malověrné a nechal je bloudit (Bhágavata purána 1.3.24). Podle jiné interpretace tak chtěl Višnu nabídnout možnost spásy i pro ty, kdo nebyli hinduisty a vytvořil pro ně jinou cestu. Jako další důvod se uvádí rozšíření učení o nenásilí (ahinsá).
10. Poslední inkarnací je Kalkin (též Kalkí), jezdec na bílém koni držící meč. Ten by se měl objevit na konci Kali jugy, současného věku, kdy bude většina lidí zcela pohlcena temnotou nevědomosti. Višnu se zrodí a opět zachrání lidstvo skrze dharmu a nastane další zlatý věk. Tato inkarnace bývá zobrazována jen vzácně.

Existují i jiné, různě dlouhé seznamy Višnuových inkarnací (většinou 12 nebo 22). Bhágavatapurána (Šrímad Bhágavatam) jmenuje 25 Višnuových inkarnací, ale také uvádí, že jich je nespočet (1.3.26).
Dále jsou z purán známy podoby zvané svánša, které se dělí na podoby pocházející ze Sankaršany a podoby různých inkarnací. Ze Sankaršana pocházejí tři puruša-avatáry:
1. Káranódakašájí Višnu
2. Garbhódakašájí Višnu
3. Kšíródakašájí Višnu

Káranódakašájí Višnu je také znám jako Mahávišnu, který leží věčně v oceánu příčin (Káranódaka) a z pórů Jeho těla vychází všechny vesmíry. V okamžik Jeho výdechu se Vesmír rozpíná, při nádechu spíná a nakonec navrací do jeho těla. To znamená, že Vesmír má trvání pouze po dobu Jeho nádechu a výdechu. Mahávišnu se po tu dobu expanduje do každé galaxie v podobě Garbhódakašájí Višnua ležící na oceánu Garbhódaka pod touto galaxií.
Kšíródakašájí Višnu je podoba Boha, jež sídlí v tomto vesmíru v oblasti Šišumára (v centru galaxie) na své planetě Švétadvíp (černá díra) v oceánu Kšíródaka (horizont událostí) a v této podobě se rovněž nachází v srdcích všech živých bytostí počínaje rostlinami a zvířaty a konče dévy. Tato podoba je známá jako paramátmá (nadduše).

## Vztahy s ostatními bohy
Jeho chotí či družkou (šakti) je Lakšmí, bohyně štěstí, která Višnua doprovází v jeho inkarnacích (jako Rámova žena Síta, Krišnova partnerka Rádha), atd.).